# Emulsification
『Emulsification』（エマルシフィケーション）は、日本のロックバンド・FIVE NEW OLDが2019年9月11日にトイズファクトリーから発売した、メジャー2枚目のフルアルバムである。

## 概要
前作「Too Much Is Never Enough」から約1年8か月ぶりとなるフルアルバム。
初回限定盤と通常盤の2形態で発売された。初回限定盤付属DVDには2019年5月25日に赤坂BLITZにて開催されたライブ「ASIA TOUR 2019」のライブ映像が収録された。
タイトルの「Emulsification」は直訳すると「乳化」で、本来は混ざり合わないものでも、ある触媒を1つ入れることで互いが溶け合う、「安定していないものを安定させるための媒介操作」のことを言う。ポップパンクとシティポップという異なるジャンルの音楽を調合してきたバンドのキャリアを総括するような言葉であるとして、今作のテーマとして掲げられた。今作は、タイトルが先に決まってから制作が進められた。HIROSHIは「乳化した物質は腐らない。だから、このアルバムも腐らない」と発言している。
SHUN（Ba）が加入してから初となるフルアルバム。
今作を漢字1文字で表すなら、という問いにHIROSHIは「極」、WATARUは「建」、HAYATOは「集」、SHUNは「混」と答えている。
2024年9月13日には、今作の発売5周年を記念したアルバム再現ライブ「"Emulsification”5th Anniversary Show」が開催される。

## 収録楽曲
| 全作詞: Hiroshi Nakahara、全作曲: FIVE NEW OLD。 |                                        |                  |              |                                           |       |
| #                                                | タイトル                               | 作詞             | 作曲・編曲   | 編曲                                      | 時間  |
| 1.                                               | 「Fast Car」                           | Hiroshi Nakahara | FIVE NEW OLD | FIVE NEW OLD                              | 03:34 |
| 2.                                               | 「Keep On Marching」                   | Hiroshi Nakahara | FIVE NEW OLD | FIVE NEW OLD                              | 03:14 |
| 3.                                               | 「Magic」                              | Hiroshi Nakahara | FIVE NEW OLD | FIVE NEW OLD・Kai Takahashi (LUCKY TAPES) | 03:46 |
| 4.                                               | 「What's Gonna Be?」                   | Hiroshi Nakahara | FIVE NEW OLD | FIVE NEW OLD                              | 03:29 |
| 5.                                               | 「In/Out」                             | Hiroshi Nakahara | FIVE NEW OLD | FIVE NEW OLD                              | 04:07 |
| 6.                                               | 「Last Goodbye」                       | Hiroshi Nakahara | FIVE NEW OLD | FIVE NEW OLD                              | 03:40 |
| 7.                                               | 「Pinball」                            | Hiroshi Nakahara | FIVE NEW OLD | FIVE NEW OLD                              | 03:50 |
| 8.                                               | 「Same Old Thing」                     | Hiroshi Nakahara | FIVE NEW OLD | FIVE NEW OLD・Tondenhey (踊Foot Works)    | 03:21 |
| 9.                                               | 「Set Me Free」                        | Hiroshi Nakahara | FIVE NEW OLD | FIVE NEW OLD                              | 03:53 |
| 10.                                              | 「Gotta Find A Light」                 | Hiroshi Nakahara | FIVE NEW OLD | FIVE NEW OLD                              | 03:20 |
| 11.                                              | 「Always On My Mind」                  | Hiroshi Nakahara | FIVE NEW OLD | FIVE NEW OLD                              | 03:52 |
| 12.                                              | 「Please Please Please」               | Hiroshi Nakahara | FIVE NEW OLD | FIVE NEW OLD                              | 03:49 |
| 13.                                              | 「Bad Behavior」                       | Hiroshi Nakahara | FIVE NEW OLD | FIVE NEW OLD                              | 05:01 |
| 14.                                              | 「Punk」(CDのみ収録のボーナストラック) | Hiroshi Nakahara | FIVE NEW OLD |                                           | 01:33 |
| 合計時間:                                        | 合計時間:                              | 合計時間:        | 50:36        |                                           |       |

## 楽曲解説
1. Fast Car
  - HIROSHIは今曲を「このアルバムを象徴する一曲」と評している。「WATARUがこのトラックを仕上げてくれたときに、アルバムに対しての全部が見えた気がしたんですよ。この曲が持ってる景色、フューチャーサウンド的なシンセから、人の温もりのあるドラムが入ってくる。そこで、サイバーパンクにしたいなって思いついたんですよ。」「今のバンドとしてのサウンド、歌が詰まってるのが“Fast Car”だと思ってて。サウンドは未来に対して明るいのに、描く風景には不安が満ちている。じゃあ速い車で抜け出すしかないっていう、古風なところも出てきちゃったんですけど（笑）。」とも語っている[3]。
  - イントロのビートは、Red Jumpsuit Apparatusの“Face Down”の入りをイメージしたもの[3]。
2. Keep On Marching
  - 今作のリード曲[8]。
  - マーチングというテーマのもと、ポジティブな歌詞を目指して製作された[9]。
3. Magic
4. What's Gonna Be?
  - EP「WHAT'S GONNA BE?」のリード曲。
5. In/Out
  - 歌詞は性行為について。村上春樹の小説に出てくるような男女関係を描くことを目指して製作された[9]。
6. Last Goodbye
7. Pinball
  - タイトルの“Pinball”は、ゲームのピンボールだけでなく、どっちつかずの感情も表している[9]。
  - WATARUと家が近所であるという縁で[4]、是永巧一（REBECCA）がギターで参加している。ギターソロは、前半が是永、後半はWATARUが演奏している[9]。
8. Same Old Thing
9. Set Me Free
  - HIROSHIがアルバムを作る上で感じたフラストレーションを形にした楽曲で、もともとはアルバム収録の予定は無かったが、メンバーに好評だったため収録された。タイトルは当時の心情そのままに「Set Me Free（=自由にしてくれ）」。デモ音源のまま、ほとんどアレンジを加えないで完成したという[4][9]。
10. Gotta Find A Light
  - EP「For A Lonely Heart」のリード曲。
11. Always On My Mind
12. Please Please Please
  - EP「WHAT'S GONNA BE?」の収録曲。
13. Bad Behavior
  - 歌詞に、映画「ガタカ」が登場する。
14. Punk[3]
  - CDのみに収録されているシークレットトラック。歌詞カードには曲名やこの曲の存在については一切記載されていない。
  - メンバーの会話のような音声に続いて演奏されるパンク・ロック調の楽曲[3]。
  - PCに取り込んだ際などには「[Secret Trak]」というタイトルが表示される。

## 収録映像作品
FIVE NEW OLD ASIA TOUR 2019 / 2019.5.25 at MYNAVI BLITZ AKASAKA
1. Better Man
2. Youth
3. P.O.M.
4. Stay (Want You Mine)
5. Gold Plate
6. Black & Blue
7. Ghost In My Place
8. What's Gonna Be?
9. Hole
10. Lisle's Neon
11. Slope (Instrumental)
12. Hush Hush Hush
13. Melt
14. Gateway
15. Liberty
16. By Your Side
17. Sunshine
18. Please Please Please
19. Gotta Find A Light
  - ここからアンコール。
20. Don't Try To Be Perfect
  - エンディングでは、ステージがスモークで包まれ、そのままメンバーがいなくなる[10]。

## 参加ミュージシャン
FIVE NEW OLD
- HIROSHI（ボーカル・ギター）
- WATARU（ギター・キーボード）
- SHUN（ベース）
- HAYATO（ドラムス）

Additional Musicians
- Daisuke Murakami（サックス）[Tr.2,3,5]
- Chankeng（トランペット）[Tr.2,3,5]
- NAPPI（トロンボーン）[Tr.2,3,5]
- Koichi Korenaga（ギター）[Tr.7]
- Kenta Yamamoto（キーボード）[Tr.9,11]

## タイアップ
| 使用年 | 曲名               | タイアップ                                  |
| ------ | ------------------ | ------------------------------------------- |
| 2018年 | Gotta Find A Light | テレビ愛知『a-NN♪』10月度エンディングテーマ |